# 花鳥余情
『花鳥余情』（かちょうよせい、かちょうよじょう）は、一条兼良による『源氏物語』の注釈書である。

## 概要
一条兼良は、『源氏和秘抄』、『源氏物語之内不審条々』、『口伝抄』、『源氏物語年立』など、『源氏物語』について多くの著作を持っているが、その中でも本書は一条兼良にとっての源氏物語についての最も体系的な著作である。なお、一条兼良は後に本書の秘伝書として『源語秘訣』を著している。
本書は1472年（文明4年）の兼良が71歳のときの成立とされる。兼良は1467年（応仁元年）の応仁の乱が勃発してまもなく一条室町にあった邸宅とその書庫「桃花坊文庫」が焼失したため、奈良興福寺大乗院で門跡を勤めていた息子の尋尊を頼って奈良に赴き、応仁の乱が治まるまでの本書執筆の前後約10年間奈良に居住していた。本書や本書と並んで兼良の代表的な著作とされる日本書紀の注釈書である『日本書紀纂疏』はいずれもこの公職に就いていない閑居時代の著作である。なお、本書は1472年の成立後も何度か加筆訂正が行われていたため現存の写本には1472年（文明4年）の成立後間もない時点で兼良の手元にあった本を写した写本を元にした「初稿本系統」、1476年（文明8年）時点で兼良の手元にあった本を写した写本を元にした「再稿本系統」、1478年（文明10年）時点で後土御門天皇に献上された写本を元にした「献上本系統」等が存在する。なお、その他に宗祇によって作られた『花鳥余情抄出』と題された本書の抄出本についても、本文が本書の抄出文のみで構成されており宗祇自身の説は一切加えられていないため、「抄本系統」ないし「抄出本系統」と呼び、『花鳥余情』の本文の一系統とすることもある。
『源氏物語』の注釈史の中で、平安時代末から江戸時代末までの古注釈の時代を三分するときは、『源氏物語』の注釈の始まりとされる『源氏釈』から『河海抄』までのものを「古注」、『湖月抄』以後江戸時代末までのものを「新注」と呼ぶのに対して、この『花鳥余情』から『湖月抄』までのものを「旧注」と呼んでいる。
本書は、後世『河海抄』と並び『源氏物語』の注釈書の双璧とされたが、本書の執筆は『河海抄』の書写と並行して行われており、また本書の序文においては「『河海抄』の足りない部分、誤っている部分を正しくするため著した」と述べているなど『河海抄』を常に意識して書かれたとされている。
また、本書が今川範政の『源氏物語提要』本文をそのまま引き写した部分があることについて批判が存在するが、本書は兼良が先学の説を広く継承・集成した上で、先行する『源氏物語提要』の本文を摂取しながら「今案（＝今日の考え方）」を示したもので、中世の学者において広く見られる手法であるとする指摘もある。

## 内容
文章の解釈に力を注いでおり、単に語句のみを採り上げるのではなく長く文を引用して説明していることと、著者自身が左大臣関白を勤めていたため有職故実に関して詳しく正確であることが挙げられる。祖父二条良基から二条家の秘説を受け継いでいるという側面も持つ。また『源氏物語』に依った歌作が盛んであった時代を反映して歌作の参考となるような記述も多く見られる。またそれまでの『源氏物語』の注釈書が限られたごく少数の読者だけを想定していたのに対して本書は最初から広く流布されることを想定して著されたと考えられる。
『源氏物語』の成立した事情については当時有力であったと思われる『源氏物語のおこり』にあるような大斎院執筆依頼説・石山寺執筆説や須磨の巻起筆説によらず、現在は散逸した『宇治大納言物語』の記述に基づくとして「前半を班彪が書き、残りを子の班固が書き上げた」という中国の『漢書』の故事を引いて、「藤原為時が書いたものを娘の紫式部が引き継いで完成した」と述べている。但し池田亀鑑はこのような伝承も、『源氏物語のおこり』などと同様に事実に基づくものではないとしている。また宇治十帖について紫式部の作ではなくその娘である大弐三位の作であるとする説を記録している。
数多くの文献を引用しておりその中には現在は散逸してしまったものも多い。そのような散逸してしまった文献の存在や内容を探る上でも注目されている。
『源氏物語』を「我が国の至宝は源氏の物語のすぎたるはなし」と賞賛した上で、「『河海抄』の足りない部分、誤っている部分を正しくするため著した」と本書の成立した由来を説明した「序文」（自序）及び源氏物語の成立した経緯を説明した「作意」を冒頭に置き、その後各巻ごとに冒頭で巻名の由来と年立について述べており、その後問題となる本文を抄出し注釈を加えている。この「年立」は、かつて兼良自身がとりまとめた『源氏物語年立』を元にしているが、さらなる考察を加えて改めている部分も存在する。

### 巻数の数え方
本書の『源氏物語』の巻数の数え方については、
- 並びの巻を独立しては数えない
- 「廿六 雲隠」と雲隠を数えている
- 「廿七 匂兵部卿 並一紅梅 並二竹河」の後は宇治十帖については橋姫の「宇治一」から夢浮橋の「宇治十」まで、それまでとは独立して巻数を数えている。

といった『白造紙』以来の古い時代の注釈書に一般的に見られる数え方と
- 若菜を上下に分けて数えている（但し「若菜下」を特に巻数には数えていない）

と、新しい注釈書に多く見られる数え方の中間的な性格を持っている。

### 各巻の構成
- 第一巻 桐壺
- 第二巻 帚木
- 第三巻 空蝉、夕顔
- 第四巻 若紫、末摘花
- 第五巻 紅葉賀、花宴
- 第六巻 葵
- 第七巻 賢木、花散里
- 第八巻 須磨、明石
- 第九巻 澪標、蓬生、関屋
- 第十巻 絵合、松風

- 第十一巻 薄雲、朝顔、少女
- 第十二巻 玉鬘
- 第十三巻 初子、胡蝶
- 第十四巻 蛍
- 第十五巻 常夏、篝火、野分
- 第十六巻 御幸
- 第十七巻 藤袴、真木柱
- 第十八巻 梅枝、藤裏葉
- 第十九巻 若菜上
- 第廿巻 若菜下

- 第廿一巻 柏木、横笛、鈴虫
- 第廿二巻 夕霧、御法
- 第廿三巻 幻、雲隠
- 第廿四巻 匂兵部卿、紅梅、竹河
- 第廿五巻 橋姫、椎本
- 第廿六巻 総角
- 第廿七巻 早蕨、寄生
- 第廿八巻 東屋
- 第廿九巻 浮舟、蜻蛉
- 第三十巻 手習、夢浮橋

## 写本
主要な写本として以下のようなものが存在する。
- 初稿本系統（1472年（文明4年）成立）
  - 松永鵬蔵本
  - 天理図書館蔵本
  - 宮内庁書陵部蔵本
  - 静嘉堂文庫本
  - 内閣文庫本
  - 京都大学図書館蔵本
  - 東京教育大学蔵本
- 再稿本系統（1476年（文明8年）成立）
  - 国立国会図書館蔵本
  - 宮内庁書陵部蔵本
  - 尊経閣文庫蔵本
  - 内閣文庫本
  - 静嘉堂文庫本
  - 東京大学図書館蔵本
  - 刈谷図書館蔵本
  - 神宮文庫蔵本
  - 天理図書館蔵本
  - 大阪府立図書館蔵本
  - 今治河野記念文化館蔵本
  - 大洲市立図書館蔵本
- 献上本系統（1478年（文明10年）成立）
  - 竜門文庫蔵本
  - 静嘉堂文庫本
  - 宮内庁書陵部蔵本
  - 龍谷大学図書館蔵本
  - 天理図書館蔵本
- 混態本系統
  - 実践女子大学図書館蔵本
  - 鶴舞中央図書館蔵本
  - 松浦資料博物館蔵本
- 抄出本系統
  - 市立岩国徴古館蔵本
  - 早稲田大学図書館蔵本
  - 陽明文庫蔵本
  - 天理図書館蔵本

## 翻刻本
- 伊井春樹編『源氏物語古注集成 1 花鳥余情 松永本』桜楓社、1978年（昭和53年）4月。
- 中野幸一編『源氏物語古註釈叢刊 第2巻 花鳥余情 源氏和秘抄 源氏物語之内不審条々 源語秘訣 口伝抄』武蔵野書院、1978年（昭和53年）12月。
- 池田利夫・高田信敬翻刻「資料篇 河海抄抄出・花鳥余情抄出」紫式部学会編『源氏物語と歌物語研究と資料』武蔵野書院、1984年（昭和59年）12月